# Mississippi Brilla Futbol Club
Il Mississippi Brilla è una società calcistica statunitense fondata nel 2006.
La squadra partecipa alla Premier Development League (PDL) e gioca le gare interne di campionato allo stadio Robert P. Longabaugh Field di Clinton, cittadina a 15 km circa da Jackson, che è la capitale del Mississippi.
Questo club è affiliato all'organizzazione chiamata "Brilla Soccer Ministries", che ha come obiettivo quello di diffondere il messaggio di Cristo all'interno del mondo del calcio.
Il nome della squadra deriva da una parola spagnola che fa riferimento a un passo della Bibbia.

## Cronistoria
| Anno | Divisione | League  | Regular Season | Playoff         | Open Cup        |
| ---- | --------- | ------- | -------------- | --------------- | --------------- |
| 2007 | 4         | USL PDL | 4° Mid South   | Non qualificato | Non qualificato |